# Herman van Loon (voetballer)
Herman van Loon (Tilburg, 19 januari 1910 – 4 december 1981) was een Nederlands voormalig voetballer die als aanvaller speelde.

## Interlandcarrière

### Nederland
Op 3 november 1929 debuteerde Van Loon voor Nederland in een vriendschappelijke wedstrijd tegen Noorwegen (4 – 1 verlies).
| Interlands van Herman van Loon voor Nederland | Interlands van Herman van Loon voor Nederland | Interlands van Herman van Loon voor Nederland | Interlands van Herman van Loon voor Nederland | Interlands van Herman van Loon voor Nederland | Interlands van Herman van Loon voor Nederland |
| №                                             | Datum                                         | Wedstrijd                                     | Uitslag                                       | Soort Wedstrijd                               | Doelpunten                                    |
| Als speler bij Willem II                      | Als speler bij Willem II                      | Als speler bij Willem II                      | Als speler bij Willem II                      | Als speler bij Willem II                      | Als speler bij Willem II                      |
| --------------------------------------------- | --------------------------------------------- | --------------------------------------------- | --------------------------------------------- | --------------------------------------------- | --------------------------------------------- |
| 1.                                            | 3 november 1929                               | Nederland – Noorwegen                         | 1 – 4                                         | Vriendschappelijk                             | 0                                             |